# Gusz Ecjon
Gusz Ecjon (hebr. גוש עציון; oficjalna pisownia w ang. Gush Etzion) – blok osiedli żydowskich położonych w górach Judei, bezpośrednio na południe od miast Betlejem i Jerozolima. Trzon bloku osiedli składa się z czterech osad rolniczych, które zostały założone w latach 1940–1947 na nieruchomościach zakupionych przez żydowskie organizacje syjonistyczne w latach 20. i 30. XX wieku. Zostały one zniszczone pod koniec Wojny domowej w Mandacie Palestyny w maju 1948. Po zakończeniu I wojny izraelsko-arabskiej w 1949 obszar ten pozostał w granicach Transjordanii. Odbudowa osiedli rozpoczęła się po Wojnie sześciodniowej w 1967. Społeczność międzynarodowa uważa, że istnienie żydowskich osiedli na Zachodnim Brzegu jest niezgodne z prawem międzynarodowym, ale rząd Izraela nie zgadza się z tym. W 2011 w skład bloku Gusz Ecjon wchodziły 22 osiedla żydowskie, w których mieszkało około 70 tys. mieszkańców.

## Historia

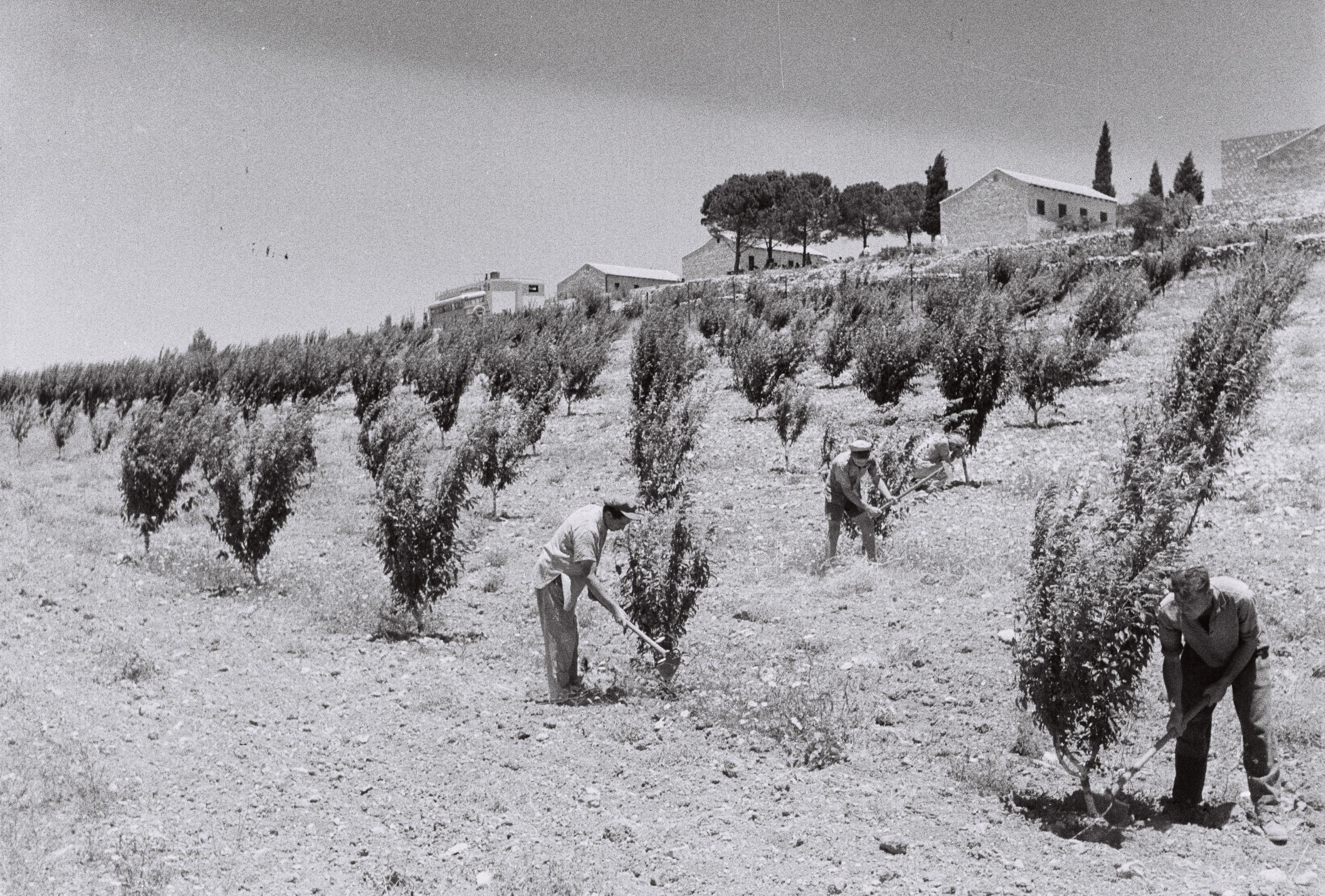
Kibuc Kefar Ecjon w kwietniu 1947

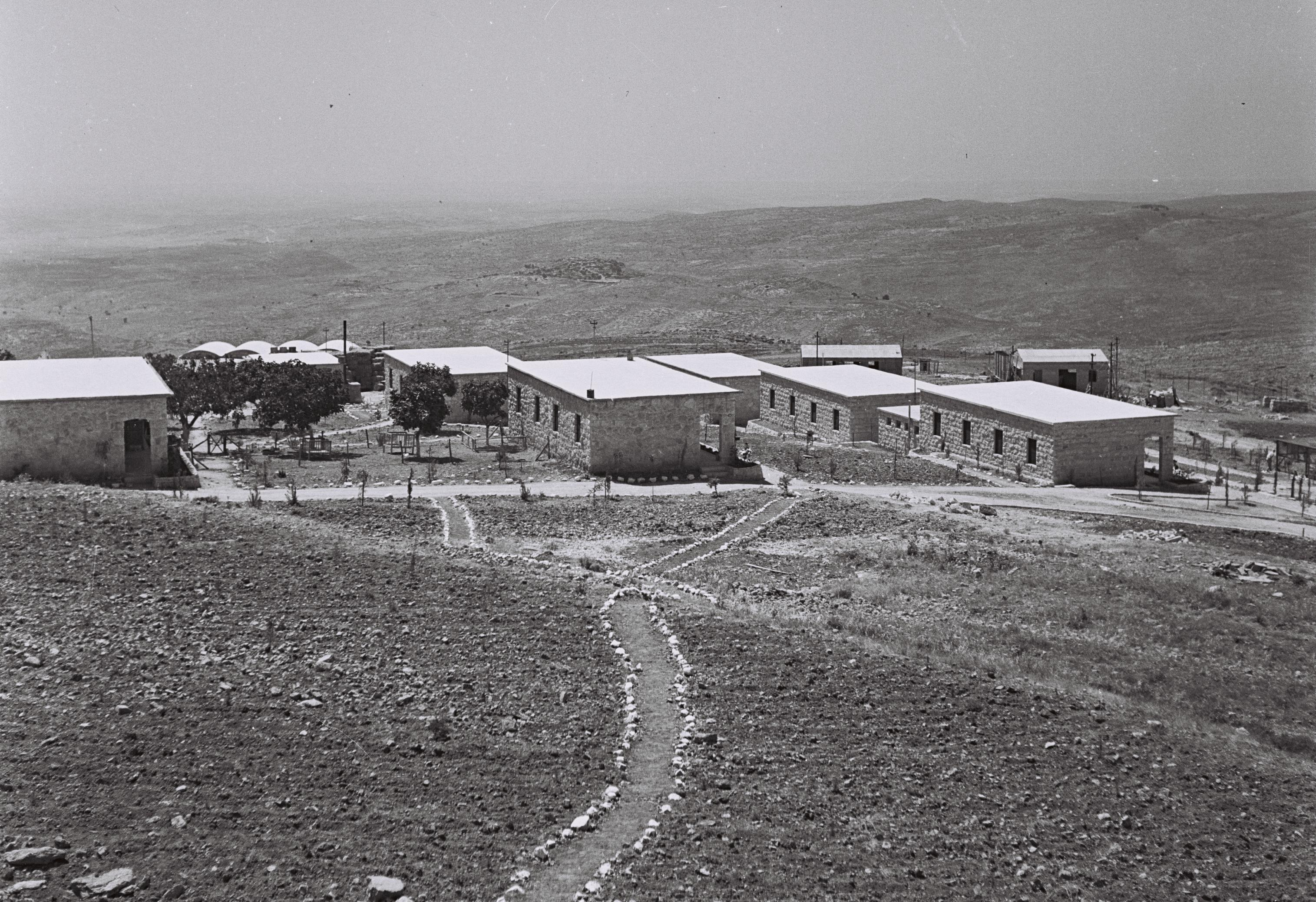
Kibuc Massu’ot Jicchak w maju 1947

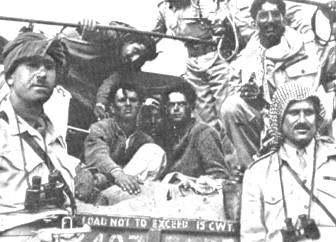
Obrońcy kibucu Kefar Ecjon w jordańskiej niewoli, 13 maja 1948

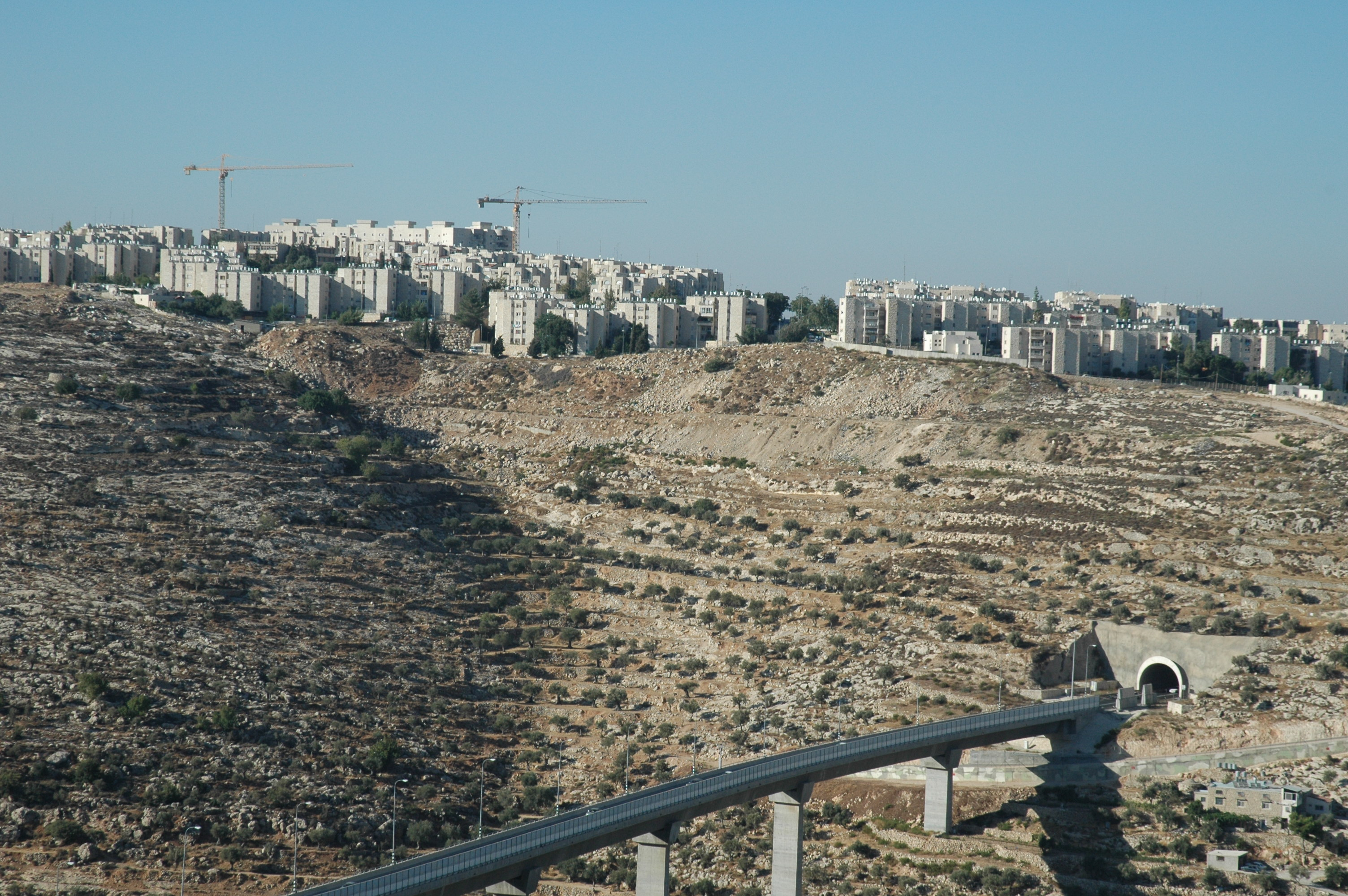
Tunel drogowy w Gusz Ecjon

Pierwszą ziemię w tym rejonie żydowskie organizacje syjonistyczne zakupiły na początku 1920. Jako pierwszy w 1927 powstał kibuc Migdal Eder (obecnie jest to Kefar Ecjon). Tutejsze tereny, położone pomiędzy Betlejem a Hebronem, znajdowały się w spornym obszarze, o który walczyły lokalne arabskie klany rodowe. W znacznym stopniu utrudniało to rozwój żydowskiego osiedla rolniczego, które borykało się z dużymi trudnościami ekonomicznymi i narastającym napięciem z arabskimi sąsiadami. Podczas arabskich rozruchów w 1929 mieszkańcy kibucu opuścili osiedle, które zostało następnie zajęte i spalone przez Arabów. Żydowscy mieszkańcy znaleźli schronienie w sąsiedniej arabskiej wiosce Bajt Umar, ale nie byli już w stanie powrócić do zniszczonego kibucu. W 1932 żydowski biznesmen Szmuel Josef Holtzmann udzielił wsparcia finansowego kolejnej próbie osadnictwa żydowskiego w tym rejonie. W 1934 powstał kibuc Kefar Ecjon, jednak arabskie rozruchy w latach 1936–1939 spowodowały, że życie w osiedlu stało się nie do zniesienia. Z tego powodu w 1937 kibuc został opuszczony, a następnie ponownie zniszczony przez Arabów. W 1943 Żydowski Fundusz Narodowy zorganizował trzecie zasiedlenie kibucu Kefar Ecjon. Jego izolacja została złagodzona dzięki założeniu w 1945 sąsiedniego kibucu Massu’ot Jicchak. Następnie w 1946 powstał kibuc En Curim, a w 1947 kibuc Rewadim. Pod koniec 1947 blok osiedli Gusz Ecjon zajmował ziemię o powierzchni 20 km². W czterech osiedlach żyło 450 mieszkańców.
Przyjęta 29 listopada 1947 Rezolucja Zgromadzenia Ogólnego ONZ nr 181 przyznała obszar Gusz Ecjon państwu arabskiemu, które miało powstać w Palestynie. Przywódcy społeczności żydowskiej zaakceptowali ten plan, jednak dowództwo organizacji paramilitarnej Hagana podjęło decyzję o nie ewakuowaniu osiedli z bloku Gusz Ecjon. Niemal natychmiast po uchwaleniu Rezolucji nr 181 rozpoczęła się Wojna domowa w Mandacie Palestyny. Z powodu arabskich ataków podróże do Jerozolimy stały się bardzo trudne. W dniu 11 grudnia 1947 w zasadzkę wpadł konwój liczący cztery pojazdy. Zginęło wówczas 10 Izraelczyków, a ocalało jedynie 4 rannych uczestników konwoju. Po tej zasadce Hagana postanowiła, że do ochrony kolejnych konwojów będą używane samochody pancerne. W dniu 16 stycznia 1948 konwój wpadł w zasadzkę w pobliżu wioski Surif. W ataku zginęło 35 Izraelczyków. W styczniu dzięki brytyjskiej pomocy przeprowadzono ewakuację kobiet i dzieci z Gusz Ecjon. 27 marca doszło do bitwy o kolejny konwój czterdziestu samochodów ciężarowych jadący z Jerozolimy do Gusz Ecjon. Część pojazdów wycofała się, jednak pozostałe znalazły się w otoczeniu. W zasadce zginęło 4 osoby, a 45 zostało rannych. W pobliżu oblężonych Żydów znajdowało się około 200 brytyjskich żołnierzy, jednak nie interweniowali. Oblężenie Gusz Ecjon trwało przez pięć miesięcy, jednak pomimo tych wszystkich trudności osiedla były utrzymywane ze względu na strategiczne położenie. Było to jedyne stanowisko żydowskiej obrony na południowym podejściu do Jerozolimy.
Na początku maja 1948 do Judei wkroczyły siły jordańskiego Legionu Arabskiego, które przystąpiły do oblężenia bloku Gusz Ecjon. 12 maja dowódca obrony żydowskich osiedli zwrócił się do dowództwa Hagany z prośbą o ewakuację, otrzymał jednak odpowiedź negatywną. W dniu 13 maja jordańscy żołnierze przeprowadzili zmasowany atak z użyciem kompanii piechoty i artylerii na kibuc Kefar Ecjon. Po krótkiej obronie kibuc padł. Jordańczycy zabili wszystkich Żydów (ocalały tylko 4 osoby). Zbezczeszczono ciała zabitych, a ocalałych żydowskich żołnierzy gwałcono, po czym okrutnie mordowano. Zginęło około 160 Żydów (w tym także dzieci i kobiety). Kibuc został zrównany z ziemią. Pozostałe kibuce poddały się następnego dnia. Ich mieszkańcy trafili do niewoli jordańskiej, a domy po splądrowaniu zostały spalone. Obrona i upadek bloku Gusz Ecjon odegrała bardzo ważną rolę w pamięci zbiorowej Izraelczyków, zapadając głęboko w psychice całego narodu. Z tego powodu odbudowanie tych osiedli stało się niezwykle istotne ze względów politycznych, ideologicznych i bezpieczeństwa państwa.
Po wojnie tereny Gusz Ecjon znalazły się na terytorium Transjordanii. Ewakuowani mieszkańcy (kobiety i dzieci) umieszczono tymczasowo w Petach Tikwie, a następnie w południowej części Jafy. W cztery lata później nastąpiło przekazanie jeńców wojennych, i obrońcy Gusz Ecjon powrócili do Izraela. Podjęto wówczas decyzję o ponownym założeniu kibuców Massu’ot Jicchak, En Curim i Rewadim w nowych lokalizacjach, położonych w centrum kraju. Obszar Gusz Ecjon tymczasem został doszczętnie zniszczony. Jordańczycy wyburzyli wszystkie budynki, a na miejscu osiedli zasadzili drzewa. Po wojnie sześciodniowej w 1967 tereny Judei znalazły się pod izraelską kontrolą. Członkowie religijnego ruchu żydowskiego Bene Akiwa zwrócili się wówczas do rządu z prośbą o wydanie zezwolenia na odbudowę bloku osiedli Gusz Ecjon. Potomkowie mieszkańców kibucu Kefar Ecjon poparli tę prośbę. Zgodę wyraził premier Lewi Eszkol i we wrześniu 1967 rozpoczęły się pierwsze prace budowlane. Zgodnie z pierwotnym planem blok Gusz Ecjon miał składać się z trzech osiedli położonych na ziemi zakupionej przez Żydowski Fundusz Narodowy. Plan ten był wielokrotnie zmieniany i blok osiedli Gusz Ecjon rozrósł się o wiele bardziej niż to pierwotnie zakładano.

## Gusz Ecjon obecnie
W 2011 w skład bloku Gusz Ecjon wchodziły 22 osiedla żydowskie, w których mieszkało około 70 tys. mieszkańców. Większa część bloku została objęta murem bezpieczeństwa.
| Nazwa osiedla   | Data założenia | Liczba mieszkańców (2009/2010) |
| --------------- | -------------- | ------------------------------ |
| Allon Szewut    | 1970           | 3000                           |
| Asfar           | 1983           | 377                            |
| Bat Ajin        | 1989           | 900                            |
| Betar Illit     | 1985           | 36 100                         |
| Efrat           | 1983           | 7300                           |
| Elazar          | 1975           | 1837                           |
| Gewa’ot         | 1984           | 75                             |
| Har Gillo       | 1968           | 566                            |
| Ibbe ha-Nachal  | 1999           | 50                             |
| Karme Cur       | 1984           | 691                            |
| Kedar           | 1984           | 960                            |
| Kefar Eldad     | 1994           | 120                            |
| Kefar Ecjon     | 1967           | 818                            |
| Ma’ale Amos     | 1981           | 264                            |
| Ma’ale Rechawam | 2001           | 40                             |
| Migdal Oz       | 1977           | 436                            |
| Newe Danijjel   | 1982           | 1735                           |
| Nokedim         | 1982           | 1308                           |
| Pene Kedem      | 2000           | 100                            |
| Rosz Curim      | 1969           | 555                            |
| Sede Bo’az      | 2002           | 90                             |
| Tekoa           | 1977           | 1596                           |